# Фишбах (Кајзерслаутерн)
Фишбах (њем. Fischbach) општина је у њемачкој савезној држави Рајна-Палатинат. Једно је од 50 општинских средишта округа Кајзерслаутерн. Према процјени из 2010. у општини је живјело 822 становника. Посједује регионалну шифру (AGS) 7335007.

## Географски и демографски подаци
Фишбах се налази у савезној држави Рајна-Палатинат у округу Кајзерслаутерн. Општина се налази на надморској висини од 299 метара. Површина општине износи 15,0 km². У самом мјесту је, према процјени из 2010. године, живјело 822 становника. Просјечна густина становништва износи 55 становника/km².